# Erp
Pour les articles homonymes, voir Erp.
Erp est une commune française, située dans l'ouest du département de l'Ariège en région Occitanie, au cœur du Couserans et à proximité de la ville de Saint-Girons. Le village est connu en particulier pour ses parcours de randonnées, (pédestre et de VTT), et son belvédère du col d'Ayens. Sur le plan historique et culturel, la commune fait partie du Couserans, pays aux racines gasconnes structuré par le cours du Salat.
Exposée à un climat de montagne, elle est drainée par le Salat, la rivière d'Alos et par divers autres petits cours d'eau. Incluse dans le parc naturel régional des Pyrénées ariégeoises, la commune possède un patrimoine naturel remarquable : un site Natura 2000 (« Garonne, Ariège, Hers, Salat, Pique et Neste ») et une zone naturelle d'intérêt écologique, faunistique et floristique.
Erp est une commune rurale qui compte 132 habitants en 2022, après avoir connu un pic de population de 746 habitants en 1841. Elle fait partie de l'aire d'attraction de Saint-Girons. Ses habitants sont appelés les Erpois ou Erpoises.

## Géographie
- 1Carte dynamique
- 2Carte OpenStreetMap
- 3Carte topographique
- 4Carte avec les communes environnantes

Commune des Pyrénées située dans l'aire urbaine de Saint-Girons, à 8 km à l'est de Saint-Girons sur l'axe routier Saint-Girons - Massat. Elle fait partie de la communauté de communes Couserans - Pyrénées et du Parc naturel régional des Pyrénées ariégeoises. Elle s’étend sur une superficie de 948 ha dont 200 de forêt. L'altitude est comprise entre 400 mètres (centrale hydroélectrique de Lacourt) et 1 223 mètres, au cap d’Escouadès.
La commune est limitée au nord et à l'ouest par la commune de Lacourt, au nord est par celle de Rivèrenert, à l'est et au sud par celle de Soulan. La rive droite du Salat forme une limite naturelle à l'ouest et au sud. Au niveau de la commune, il est enserré en contrebas dans les gorges de la Ribaute. Elle est aussi traversée par un ruisseau, l'Erp, d'où elle tire son nom.
On peut retrouver Erp sur la carte de Levasseur (1852).

### Communes limitrophes
|         |                | Rivèrenert |
| Lacourt | Erp            | Soulan     |
|         | Soueix-Rogalle |            |

### Bassin de vie
Erp se situe dans le bassin de vie et l'aire d'attraction de Saint-Girons.

### Géologie et relief
La commune est située dans les Pyrénées, une chaîne montagneuse jeune, érigée durant l'ère tertiaire (il y a 40 millions d'années environ), en même temps que les Alpes. Les terrains affleurants sur le territoire communal sont constitués de roches métamorphiques et plutoniques datant pour certaines du Mésozoïque, anciennement appelé Ère secondaire, qui s'étend de −252,2 à −66,0 Ma, et pour d'autres du Paléozoïque, une ère géologique qui s'étend de −541 à −252,2 Ma. La structure détaillée des couches affleurantes est décrite dans la feuille « n°1074 - Saint-Girons » de la carte géologique harmonisée au 1/50 000ème du département de l'Ariège, et sa notice associée.
La superficie cadastrale de la commune publiée par l’Insee, qui sert de références dans toutes les statistiques, est de 9,24 km2,. La superficie géographique, issue de la BD Topo, composante du Référentiel à grande échelle produit par l'IGN, est quant à elle de 9,42 km2. Son relief est particulièrement escarpé puisque la dénivelée maximale atteint 780 mètres. L'altitude du territoire varie entre 428 m et 1 208 m.

### Hydrographie

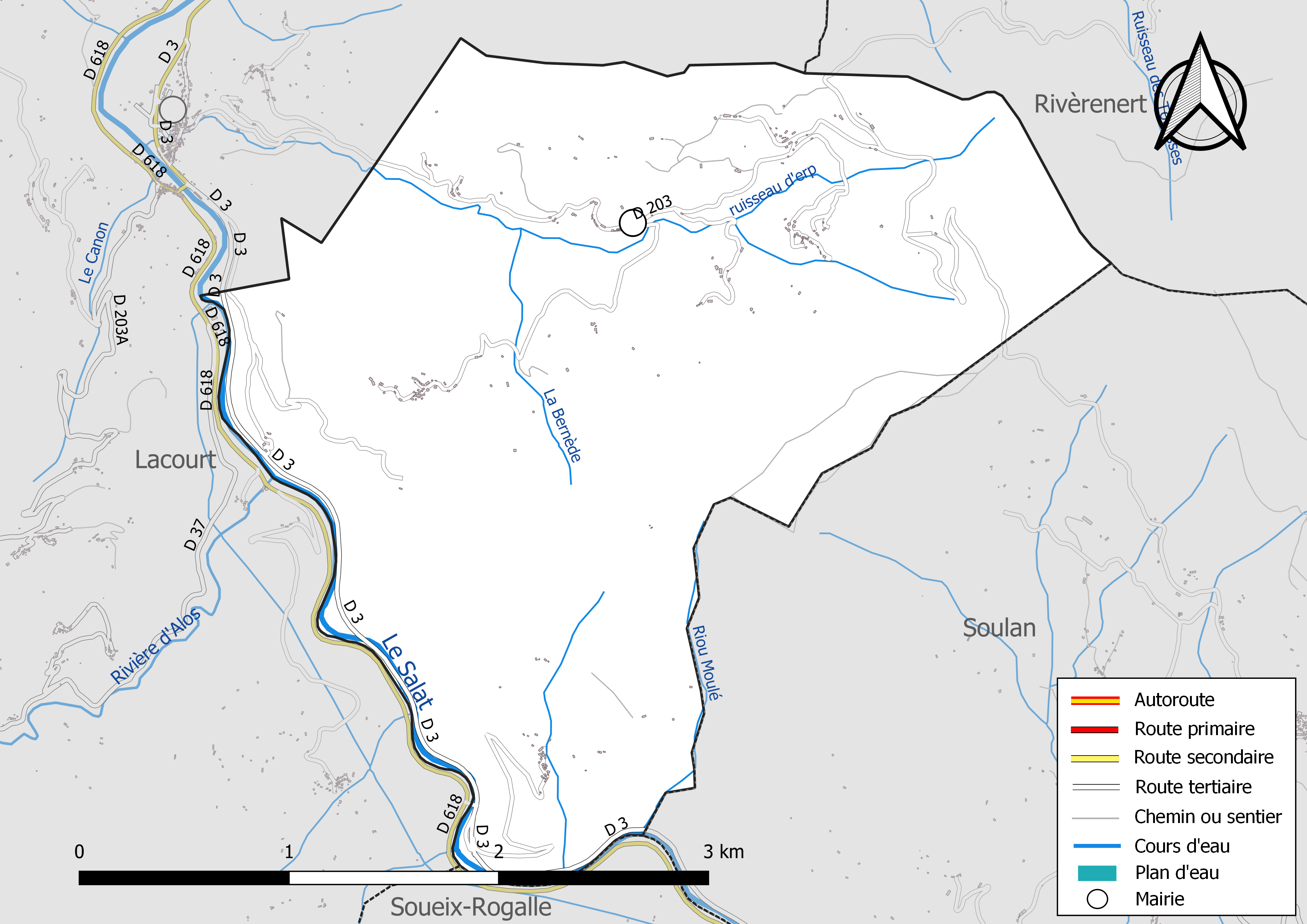
Réseaux hydrographique et routier d'Erp.

La commune est dans le bassin versant de la Garonne, au sein du bassin hydrographique Adour-Garonne. Elle est drainée par le Salat, Rivière d'Alos, la Bernède, Riou Moulé, le ruisseau d'erp, le ruisseau Laspieng et par divers petits cours d'eau, constituant un réseau hydrographique de 12 km de longueur totale,.
Le Salat, d'une longueur totale de 74,1 km, prend sa source dans la commune de Couflens et s'écoule du sud vers le nord. Il traverse la commune et se jette dans la Garonne à Boussens, après avoir traversé 27 communes.

### Climat
Pour des articles plus généraux, voir Climat de l'Occitanie et Climat de l'Ariège.
En 2010, le climat de la commune est de type climat océanique dégradé des plaines du Centre et du Nord, selon une étude s'appuyant sur une série de données couvrant la période 1971-2000. En 2020, Météo-France publie une typologie des climats de la France métropolitaine dans laquelle la commune est exposée à un climat de montagne et est dans la région climatique Pyrénées centrales, caractérisée par une pluviométrie annuelle de 1 000 à 1 200 mm.
Pour la période 1971-2000, la température annuelle moyenne est de 11,1 °C, avec une amplitude thermique annuelle de 14,9 °C. Le cumul annuel moyen de précipitations est de 1 022 mm, avec 10 jours de précipitations en janvier et 7,4 jours en juillet. Pour la période 1991-2020, la température moyenne annuelle observée sur la station météorologique la plus proche, située sur la commune de Lorp-Sentaraille à 10 km à vol d'oiseau, est de 12,5 °C et le cumul annuel moyen de précipitations est de 973,2 mm,. Pour l'avenir, les paramètres climatiques de la commune estimés pour 2050 selon différents scénarios d'émission de gaz à effet de serre sont consultables sur un site dédié publié par Météo-France en novembre 2022.

### Paysages
Le col d'Ayens, à 956 mètres d'altitude, accessible par un parcours de randonnée depuis le hameau du cap d'Erp, offre un panorama sur les Pyrénées ariégeoises, du massif du Mont Valier à celui du Pic des Trois Seigneurs. Le site est aménagé et doté d'une table d'orientation.

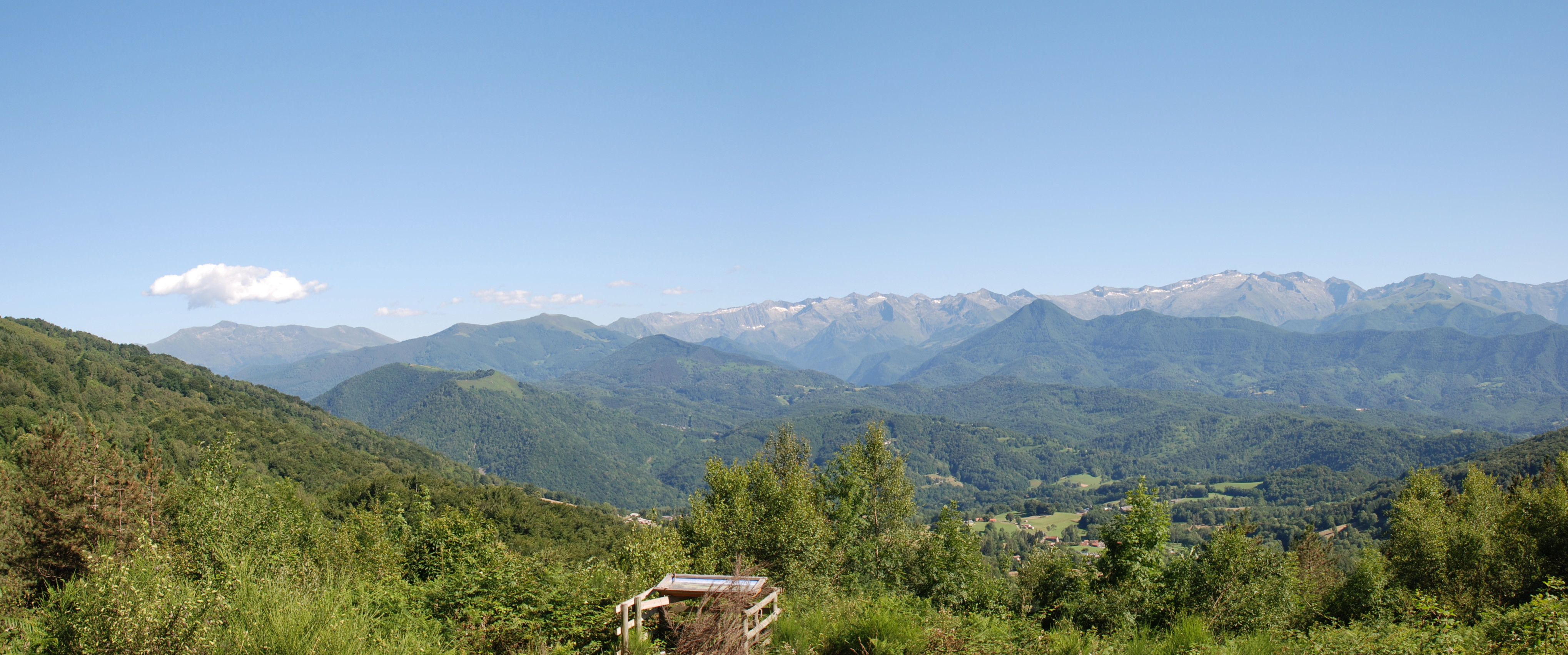
Panorama depuis le col d'Ayens.
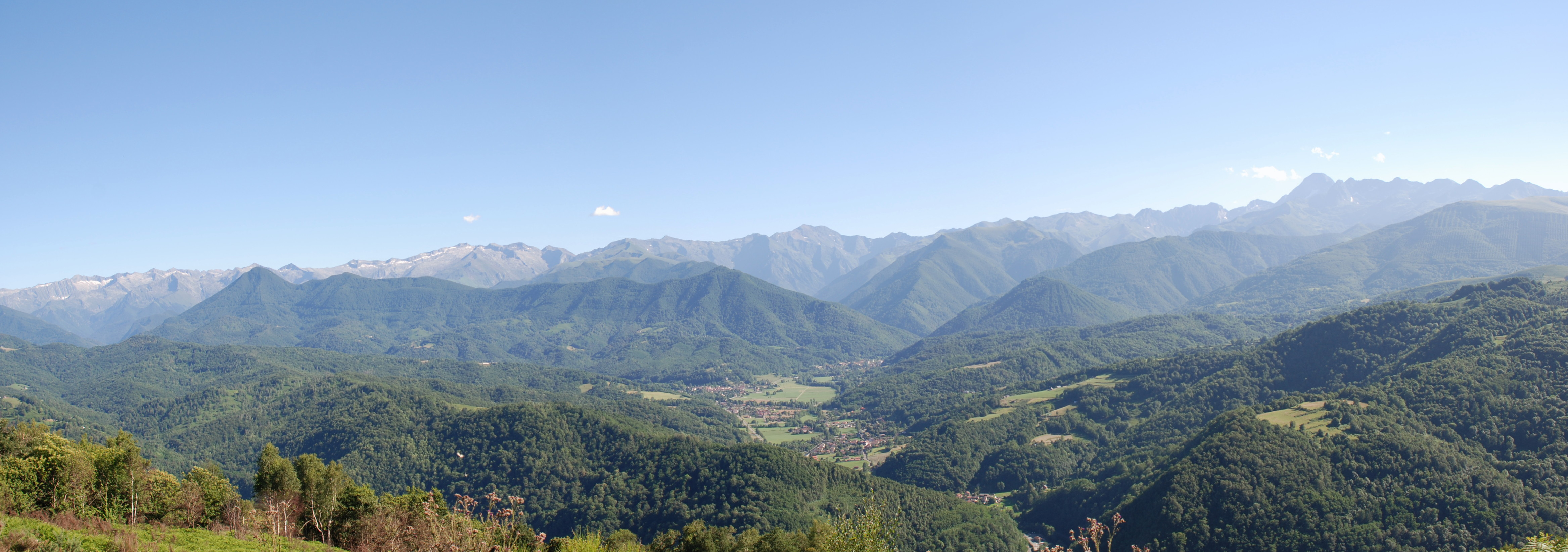
Panorama depuis le chemin forestier partant du col d'Ayens.
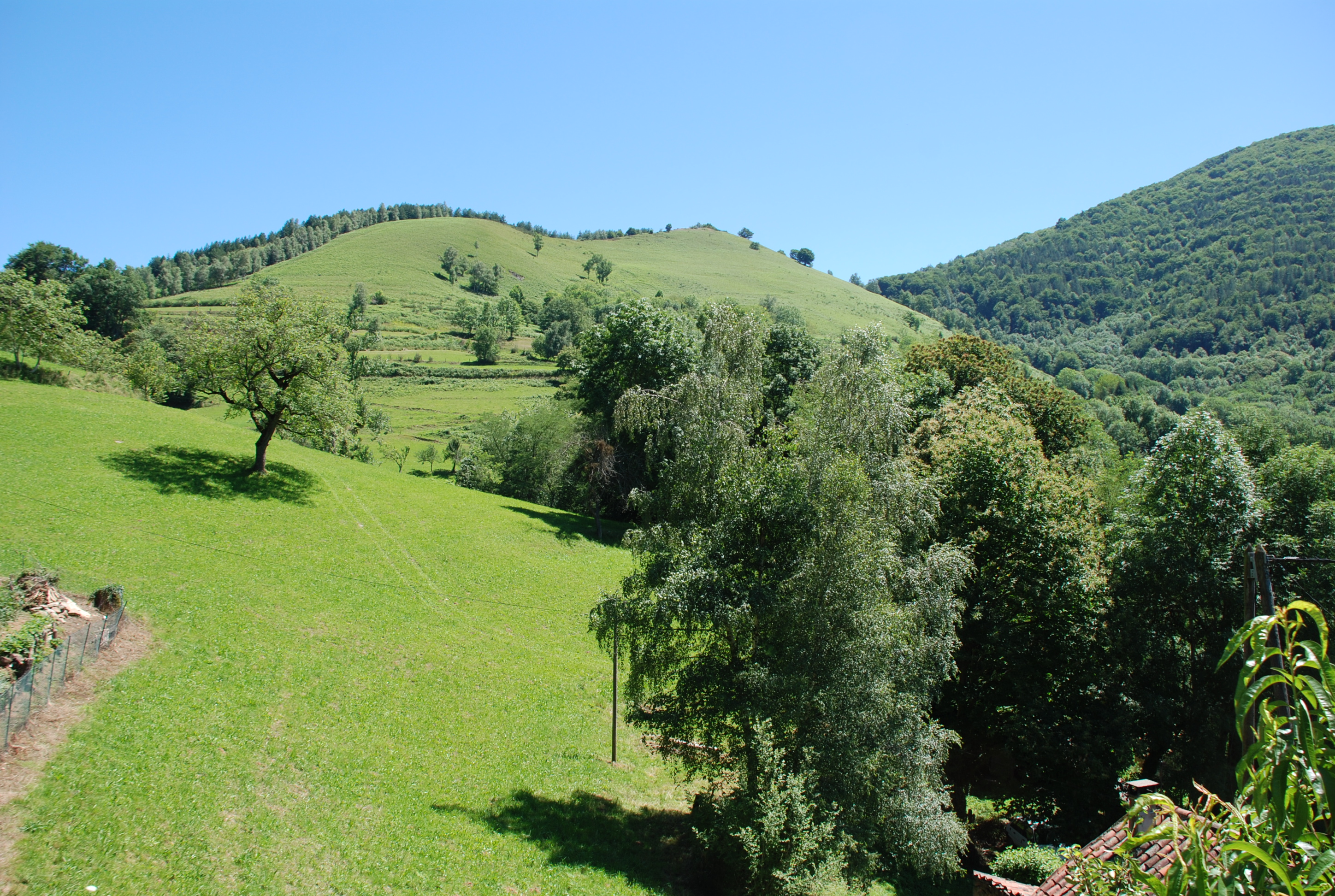
Prés de fauche et forêt au cap d'Erp.

## Urbanisme

### Typologie
Au 1er janvier 2024, Erp est catégorisée commune rurale à habitat très dispersé, selon la nouvelle grille communale de densité à 7 niveaux définie par l'Insee en 2022.
Elle est située hors unité urbaine. Par ailleurs la commune fait partie de l'aire d'attraction de Saint-Girons, dont elle est une commune de la couronne,. Cette aire, qui regroupe 70 communes, est catégorisée dans les aires de moins de 50 000 habitants,.

### Occupation des sols
L'occupation des sols de la commune, telle qu'elle ressort de la base de données européenne d’occupation biophysique des sols Corine Land Cover (CLC), est marquée par l'importance des forêts et milieux semi-naturels (83,4 % en 2018), en augmentation par rapport à 1990 (81,4 %). La répartition détaillée en 2018 est la suivante : 
forêts (59,3 %), milieux à végétation arbustive et/ou herbacée (24 %), prairies (16,6 %). L'évolution de l’occupation des sols de la commune et de ses infrastructures peut être observée sur les différentes représentations cartographiques du territoire : la carte de Cassini (XVIIIe siècle), la carte d'état-major (1820-1866) et les cartes ou photos aériennes de l'IGN pour la période actuelle (1950 à aujourd'hui).

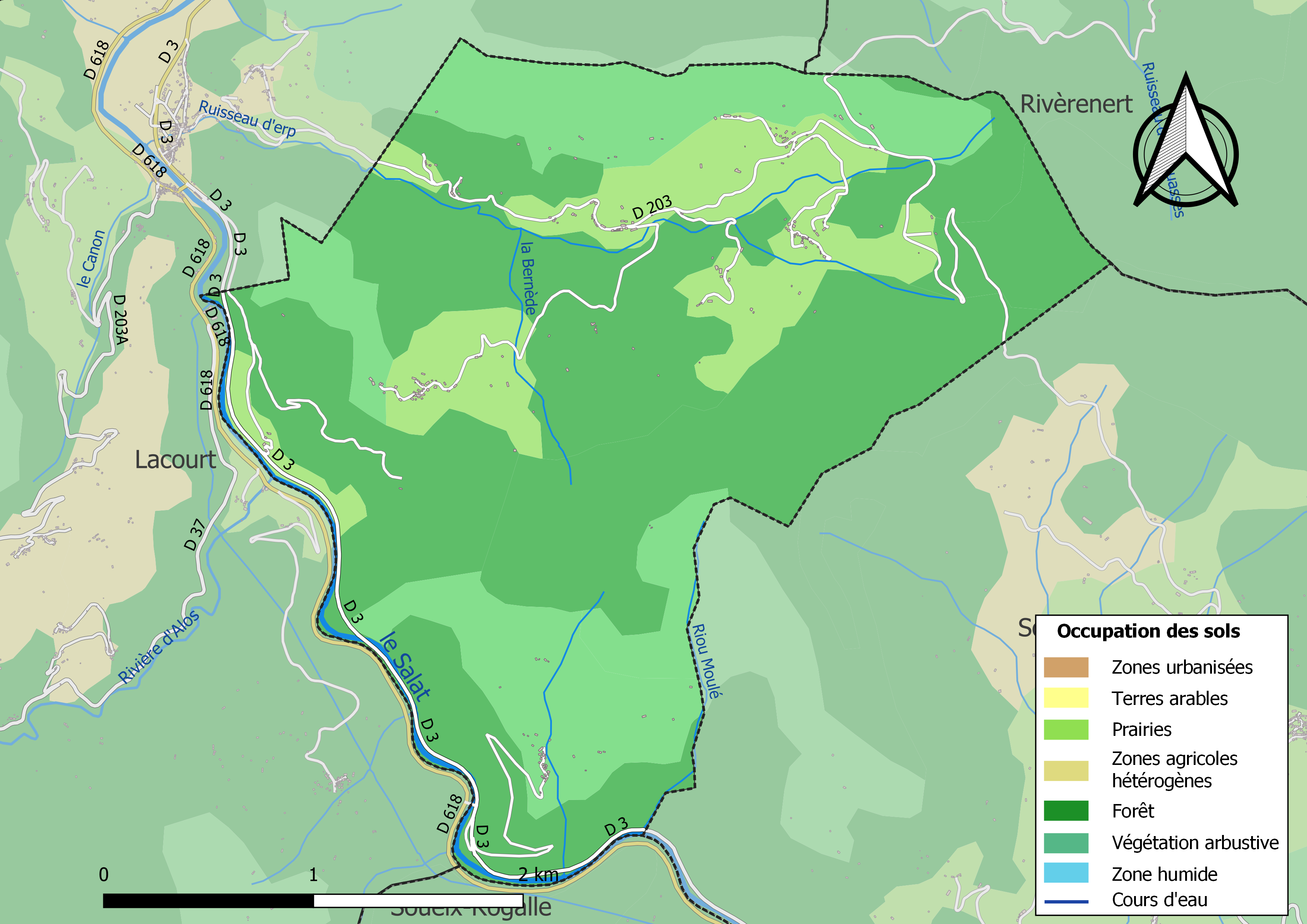
Carte des infrastructures et de l'occupation des sols de la commune en 2018 (CLC).

### Habitat et logement
En 2018, le nombre total de logements dans la commune était de 125, alors qu'il était de 124 en 2013 et de 113 en 2008.
Parmi ces logements, 55,3 % étaient des résidences principales, 40,8 % des résidences secondaires et 3,9 % des logements vacants. Ces logements étaient pour 93,8 % d'entre eux des maisons individuelles et pour 3,1 % des appartements.
Le tableau ci-dessous présente la typologie des logements à Erp en 2018 en comparaison avec celle de l'Ariège et de la France entière. Une caractéristique marquante du parc de logements est ainsi une proportion de résidences secondaires et logements occasionnels (40,8 %) supérieure à celle du département (24,6 %) et à celle de la France entière (9,7 %). Concernant le statut d'occupation de ces logements, 80,6 % des habitants de la commune sont propriétaires de leur logement (79,7 % en 2013), contre 66,3 % pour l'Ariège et 57,5 % pour la France entière.
| Typologie                                               | Erp  | Ariège | France entière |
| ------------------------------------------------------- | ---- | ------ | -------------- |
| Résidences principales (en %)                           | 55,3 | 65,7   | 82,1           |
| Résidences secondaires et logements occasionnels (en %) | 40,8 | 24,6   | 9,7            |
| Logements vacants (en %)                                | 3,9  | 9,7    | 8,2            |

### Risques majeurs
Le territoire de la commune d'Erp est vulnérable à différents aléas naturels : inondations, climatiques (grand froid ou canicule), feux de forêts, mouvements de terrains et séisme (sismicité modérée). Il est également exposé à un risque particulier, le risque radon,.

#### Risques naturels

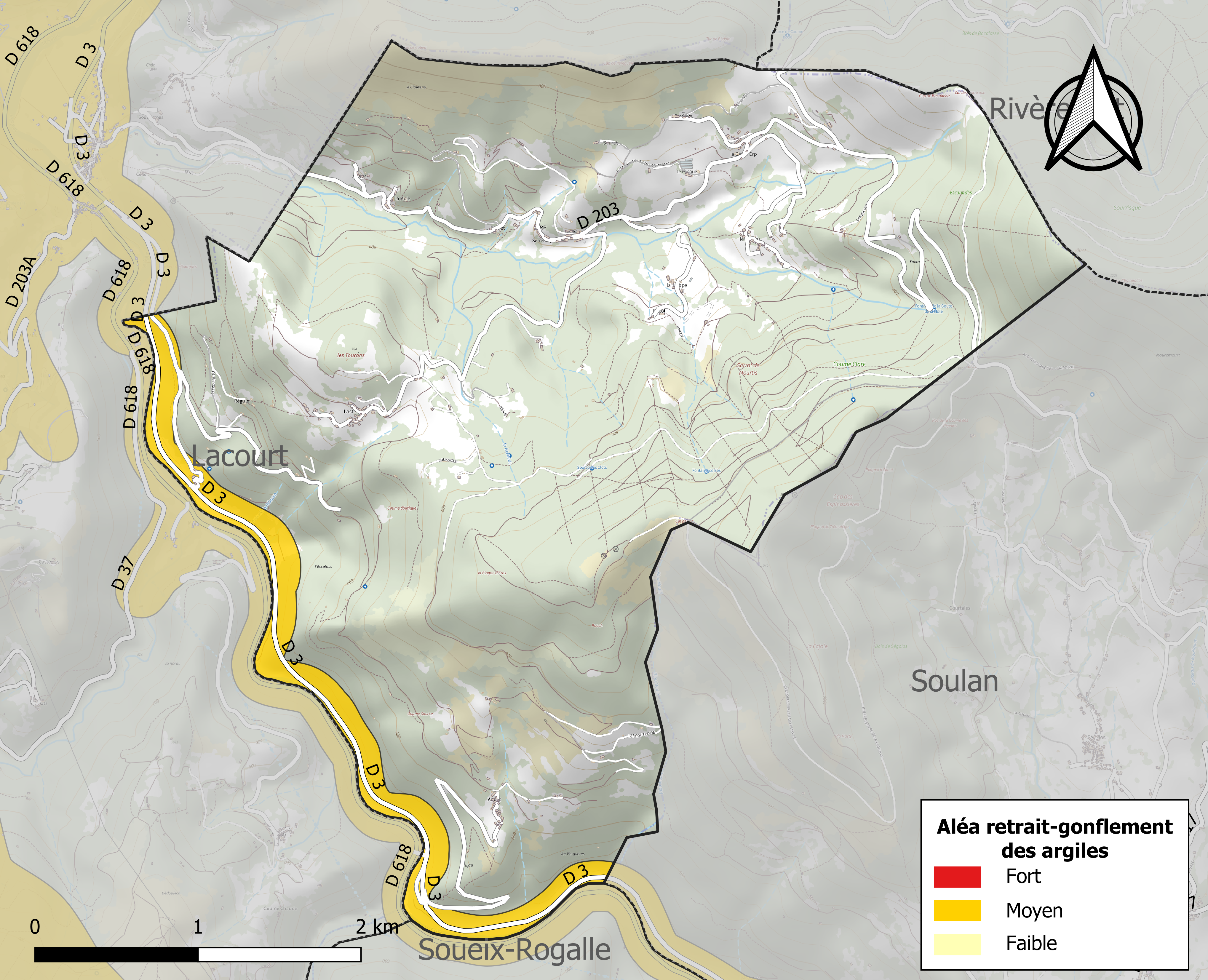
Zonage de l'aléa retrait-gonflement des argiles sur la commune d'Erp.

Certaines parties du territoire communal sont susceptibles d’être affectées par le risque d’inondation par crue torrentielle d'un cours d'eau, ou ruissellement d'un versant.
Les mouvements de terrains susceptibles de se produire sur la commune sont soit des chutes de blocs, soit des glissements de terrains, soit des effondrements liés à des cavités souterraines, soit des mouvements liés au retrait-gonflement des argiles. Près de 50 % de la superficie du département est concernée par l'aléa retrait-gonflement des argiles, dont la commune d'Erp. L'inventaire national des cavités souterraines permet par ailleurs de localiser celles situées sur la commune.

#### Risque particulier
Dans plusieurs parties du territoire national, le radon, accumulé dans certains logements ou autres locaux, peut constituer une source significative d’exposition de la population aux rayonnements ionisants. Toutes les communes du département sont concernées par le risque radon à un niveau plus ou moins élevé. Selon la classification de 2018, la commune d'Erp est classée en zone 3, à savoir zone à potentiel radon significatif.

## Histoire
Sur la carte de Cassini, on ne trouve pas de mention du village d'Erp en tant que tel, il y est seulement fait mention de deux lieux-dits nommés l'un Erp de haut et l'autre Erp de bas. En fait la création de la commune d'Erp paraît avoir été le résultat d'une décision administrative prise pendant la Révolution française qui a regroupé plusieurs lieux-dits formant autant de hameaux sans qu'il y ait un bourg central proprement dit. 

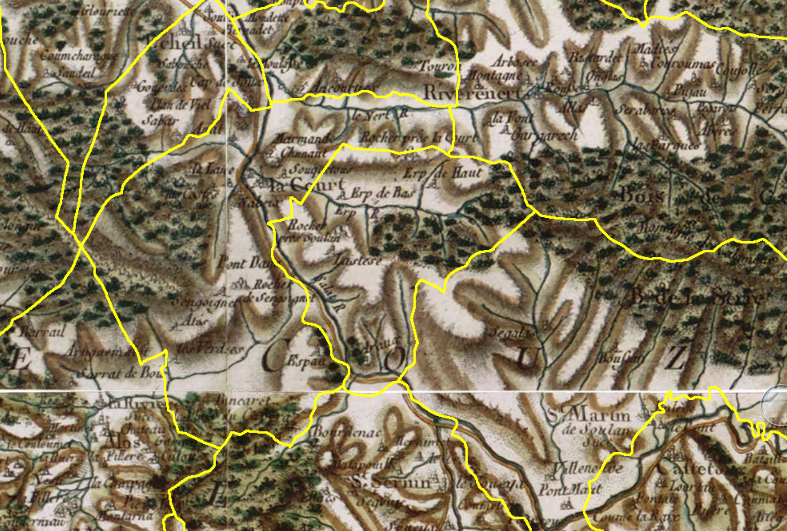
Extrait de la carte de Cassini (1780-1810), centrée sur Erp, avec représentation des limites communales d'aujourd'hui

Le département de l'Ariège tel que nous le connaissons aujourd'hui a été créé le 4 mars 1790 en application de la loi du 22 décembre 1789, à partir du Comté de Foix et du Couserans, (voir l'article histoire de l'Ariège). Ont été créées en même temps les communes, en application de la loi du 14 décembre 1789.
Avant les changements issus de la Révolution, les entités administratives de base étaient les paroisses, signalées sur la carte de Cassini par un symbole ou pictogramme particulier propre au système de carte Cassini. Les villages voisins d'alors, tels Lacourt, Rivèrenert, Saint Sernin (aujourd'hui Soueix-Rogalle), marqués sur la carte par ce signalement, étaient des paroisses, et les hameaux présents sur le territoire d'Erp étaient alors rattachés à l'une ou l'autre de ces paroisses. La commune d'Erp dans son périmètre actuel a donc été créée et définie en application de cette loi de 1789.
Avant la Révolution l'ensemble du territoire faisait partie de la vicomté de Couserans. Les hameaux constitutifs d'Erp appartenaient en outre, pour le 1/16e, à la seigneurie de Mauléon et de Béon en tant que dépendances de Soulan.
Les habitants de la localité sont réputés avoir participé à la « Guerre des Demoiselles » pour défendre leurs droits forestiers.
A Araux, au lieudit l'Escalou, se trouvait une importante mine de fer qui fut fermée en 1908 du fait des travaux de la ligne de chemin de fer Saint-Girons - Lérida jamais finalisée et devenue la route des tunnels.

### Les hameaux et leurs écoles
Au début du XXe siècle, les hameaux étaient Serrelongue (chef lieu), Vignau, Cap d’Erp, Brunet, la Môle, Auziès, la Ribère, Régule, Lastès, Araux, Péricot. 131 maisons y étaient habitées.
À cette époque, trois instituteurs exerçaient sur Erp : un à Serrelongue, un à Araux et un autre à Lastès.

## Politique et administration

### Découpage territorial
La commune d'Erp est membre de la communauté de communes Couserans-Pyrénées, un établissement public de coopération intercommunale (EPCI) à fiscalité propre créé le 18 novembre 2016 dont le siège est à Saint-Lizier. Ce dernier est par ailleurs membre d'autres groupements intercommunaux.
Sur le plan administratif, elle est rattachée à l'arrondissement de Saint-Girons, au département de l'Ariège, en tant que circonscription administrative de l'État, et à la région Occitanie.
Sur le plan électoral, elle dépend du canton du Couserans Est pour l'élection des conseillers départementaux, depuis le redécoupage cantonal de 2014 entré en vigueur en 2015, et de la deuxième circonscription de l'Ariège  pour les élections législatives, depuis le redécoupage électoral de 1986.
Hire Odoo Developer

### Liste des maires
| Période                                  | Période  | Identité         | Étiquette | Qualité       |
| ---------------------------------------- | -------- | ---------------- | --------- | ------------- |
| mars 2001                                | En cours | Jean-Claude Déga | DVG       | Fonctionnaire |
| Les données manquantes sont à compléter. |          |                  |           |               |

## Démographie

### Évolution démographique passée de 1793 à 1968
L'évolution des effectifs de population de 1793 à 2006 est accessible via le site Cassini de l'EHESS. L'évolution comparée d'Erp, de communes voisines et de Saint-Girons donne les résultats suivants :
|              | 1793 | 1806 | 1821 | 1831 | 1841 | 1851 | 1861 | 1866 | 1872 | 1881 | 1891 | 1901 | 1911 | 1921 | 1936 | 1946 | 1954 | 1962 | 1968 |
| ------------ | ---- | ---- | ---- | ---- | ---- | ---- | ---- | ---- | ---- | ---- | ---- | ---- | ---- | ---- | ---- | ---- | ---- | ---- | ---- |
| Erp          | 478  | 439  | 568  | 679  | 746  | 699  | 651  | 693  | 708  | 691  | 690  | 612  | 626  | 422  | 364  | 227  | 187  | 147  | 109  |
| Lacourt      | 874  | 1057 | 1170 | 1250 | 1278 | 1192 | 1134 | 1146 | 1102 | 1093 | 1119 | 1069 | 1038 | 797  | 659  | 539  | 456  | 427  | 429  |
| Rivèrenert   | 1369 | 1463 | 1600 | 1398 | 2063 | 1888 | 1520 | 1531 | 1546 | 1505 | 1536 | 1508 | 1318 | 933  | 679  | 596  | 514  | 342  | 298  |
| Soulan       | 1793 | 2173 | 1999 | 2423 | 2472 | 2230 | 2078 | 2111 | 2055 | 1876 | 1670 | 1688 | 1547 | 1509 | 922  | 661  | 544  | 425  | 411  |
| Saint-Girons | 2749 | 3348 | 3868 | 4381 | 3908 | 3981 | 4576 | 4745 | 4690 | 5191 | 5448 | 6018 | 5929 | 5749 | 6406 | 7026 | 6841 | 7368 | 7971 |

La comparaison de ces données avec celles qui suivent, qui concernent le département de l'Ariège dans son ensemble (données reprises de l'article Démographie de l'Ariège), fait ressortir l'effondrement démographique des communes rurales et l'accroissement relatif de la population urbaine dans un contexte de diminution d'ensemble de la population départementale.
| 1793    | 1806    | 1821    | 1831    | 1841    | 1851    | 1861    | 1872    | 1881    |
| ------- | ------- | ------- | ------- | ------- | ------- | ------- | ------- | ------- |
| 197 889 | 222 827 | 234 878 | 253 730 | 265 607 | 267 435 | 251 850 | 246 298 | 240 601 |

| 1891    | 1901    | 1911    | 1921    | 1936    | 1946    | 1954    | 1962    | 1968    |
| ------- | ------- | ------- | ------- | ------- | ------- | ------- | ------- | ------- |
| 227 491 | 210 527 | 198 725 | 172 851 | 155 134 | 145 956 | 140 010 | 137 192 | 138 478 |

### Évolution récente depuis 1968
L'évolution du nombre d'habitants est connue à travers les recensements de la population effectués dans la commune depuis 1793. Pour les communes de moins de 10 000 habitants, une enquête de recensement portant sur toute la population est réalisée tous les cinq ans, les populations de référence des années intermédiaires étant quant à elles estimées par interpolation ou extrapolation. Pour la commune, le premier recensement exhaustif entrant dans le cadre du nouveau dispositif a été réalisé en 2004.

En 2022, la commune comptait 132 habitants, en évolution de +13,79 % par rapport à 2016 (Ariège : +1,48 %, France hors Mayotte : +2,11 %).
| 1793 | 1800 | 1806 | 1821 | 1831 | 1836 | 1841 | 1846 | 1851 |
| ---- | ---- | ---- | ---- | ---- | ---- | ---- | ---- | ---- |
| 478  | 425  | 439  | 568  | 679  | 661  | 746  | 724  | 699  |

| 1856 | 1861 | 1866 | 1872 | 1876 | 1881 | 1886 | 1891 | 1896 |
| ---- | ---- | ---- | ---- | ---- | ---- | ---- | ---- | ---- |
| 690  | 651  | 693  | 708  | 670  | 691  | 678  | 690  | 588  |

| 1901 | 1906 | 1911 | 1921 | 1926 | 1931 | 1936 | 1946 | 1954 |
| ---- | ---- | ---- | ---- | ---- | ---- | ---- | ---- | ---- |
| 612  | 566  | 626  | 422  | 362  | 371  | 364  | 227  | 187  |

| 1962 | 1968 | 1975 | 1982 | 1990 | 1999 | 2004 | 2006 | 2009 |
| ---- | ---- | ---- | ---- | ---- | ---- | ---- | ---- | ---- |
| 147  | 109  | 114  | 105  | 88   | 102  | 111  | 111  | 139  |

| 2014 | 2019 | 2022 | - | - | - | - | - | - |
| ---- | ---- | ---- | - | - | - | - | - | - |
| 122  | 130  | 132  | - | - | - | - | - | - |

### Évolution démographique récente comparée de communes voisines d'Erp et des communes de Saint-Girons et de Saint-Lizier
|              | 1968 | 1975 | 1982 | 1990 | 1999 | 2009 |
| ------------ | ---- | ---- | ---- | ---- | ---- | ---- |
| Lacourt      | 429  | 356  | 361  | 279  | 264  | 199  |
| Rivèrenert   | 298  | 218  | 174  | 156  | 135  | 187  |
| Soulan       | 411  | 390  | 335  | 307  | 324  | 347  |
| Saint-Girons | 7971 | 8130 | 7260 | 6596 | 6254 | 6608 |
| Saint-Lizier | 1695 | 1719 | 1855 | 1641 | 1592 | 1480 |

## Économie

### Emploi
| Division       | 2008  | 2013   | 2018   |
| -------------- | ----- | ------ | ------ |
| Commune        | 7,2 % | 14,6 % | 15,2 % |
| Département    | 8,9 % | 11,1 % | 11,2 % |
| France entière | 8,3 % | 10 %   | 10 %   |

En 2018, la population âgée de 15 à 64 ans s'élève à 76 personnes, parmi lesquelles on compte 79,7 % d'actifs (64,6 % ayant un emploi et 15,2 % de chômeurs) et 20,3 % d'inactifs,. En  2018, le taux de chômage communal (au sens du recensement) des 15-64 ans est supérieur à celui du département et de la France, alors qu'en 2008 la situation était inverse.
La commune fait partie de la couronne de l'aire d'attraction de Saint-Girons, du fait qu'au moins 15 % des actifs travaillent dans le pôle,. Elle compte 4 emplois en 2018, contre 15 en 2013 et 12 en 2008. Le nombre d'actifs ayant un emploi résidant dans la commune est de 49, soit un indicateur de concentration d'emploi de 7,9 % et un taux d'activité parmi les 15 ans ou plus de 57,3 %.
Sur ces 49 actifs de 15 ans ou plus ayant un emploi, 3 travaillent dans la commune, soit 6 % des habitants. Pour se rendre au travail, 90,2 % des habitants utilisent un véhicule personnel ou de fonction à quatre roues, 7,8 % s'y rendent en deux-roues, à vélo ou à pied et 2 % n'ont pas besoin de transport (travail au domicile).

### Activités hors agriculture
7 établissements sont implantés  à Erp au 31 décembre 2019.
Le secteur du commerce de gros et de détail, des transports, de l'hébergement et de la restauration est prépondérant sur la commune puisqu'il représente 28,6 % du nombre total d'établissements de la commune (2 sur les 7 entreprises implantées  à Erp), contre 27,5 % au niveau départemental.

### Agriculture
|                                   | 1988 | 2000 | 2010 |
| --------------------------------- | ---- | ---- | ---- |
| Exploitations                     | 14   | 12   | 8    |
| Superficie agricole utilisée (ha) | 204  | 203  | 147  |

La commune fait partie de la petite région agricole dénommée « Région sous-pyrénéenne ». En 2010, l'orientation technico-économique de l'agriculture  sur la commune est l'élevage d'herbivores hors bovins, caprins et porcins. Huit exploitations agricoles ayant leur siège dans la commune sont dénombrées lors du recensement agricole de 2010 (douze en 1988). La superficie agricole utilisée est de 147 ha.

#### Agriculture et environnement dans le Couserans

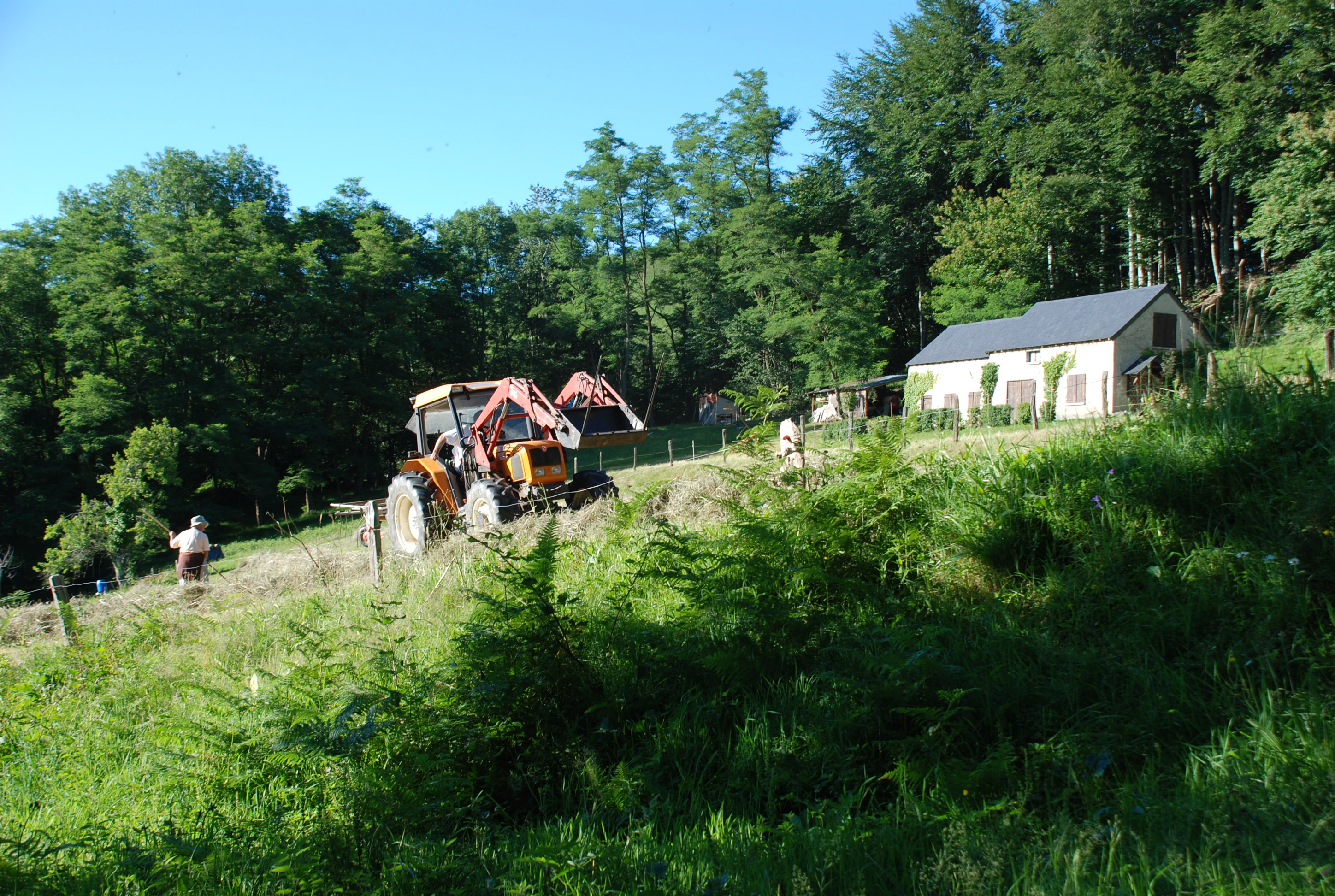
Travaux de fenaison au Cap d'Erp.

L'importance de l'agriculture, en Ariège comme ailleurs, va bien au-delà d'un bilan technique et économique des productions en volume et en valeur. L'agriculture et en l'occurrence l'élevage sont en zone de montagne les outils principaux de gestion et d'aménagement des espaces contribuant à la perception positive de l'environnement. Ils génèrent des satisfactions environnementales appelées aménités : des paysages ouverts, des espaces entretenus, des prés, des animaux dans ces espaces, etc.
L'exode rural très prononcé subi par les Pyrénées ariégeoises dès la fin du XIXe siècle s'est traduit dans le Couserans par une forte déprise agricole et par un développement forestier très important. Toutefois, le village d'Erp compte toujours des exploitations d'élevage actives dont le rôle est devenu essentiel pour une économie locale associée à une bonne gestion environnementale.

#### Agriculture et élevage à Erp
L'agriculture et le tourisme (gîtes ruraux) représentent l'activité économique essentielle de la commune d'Erp.

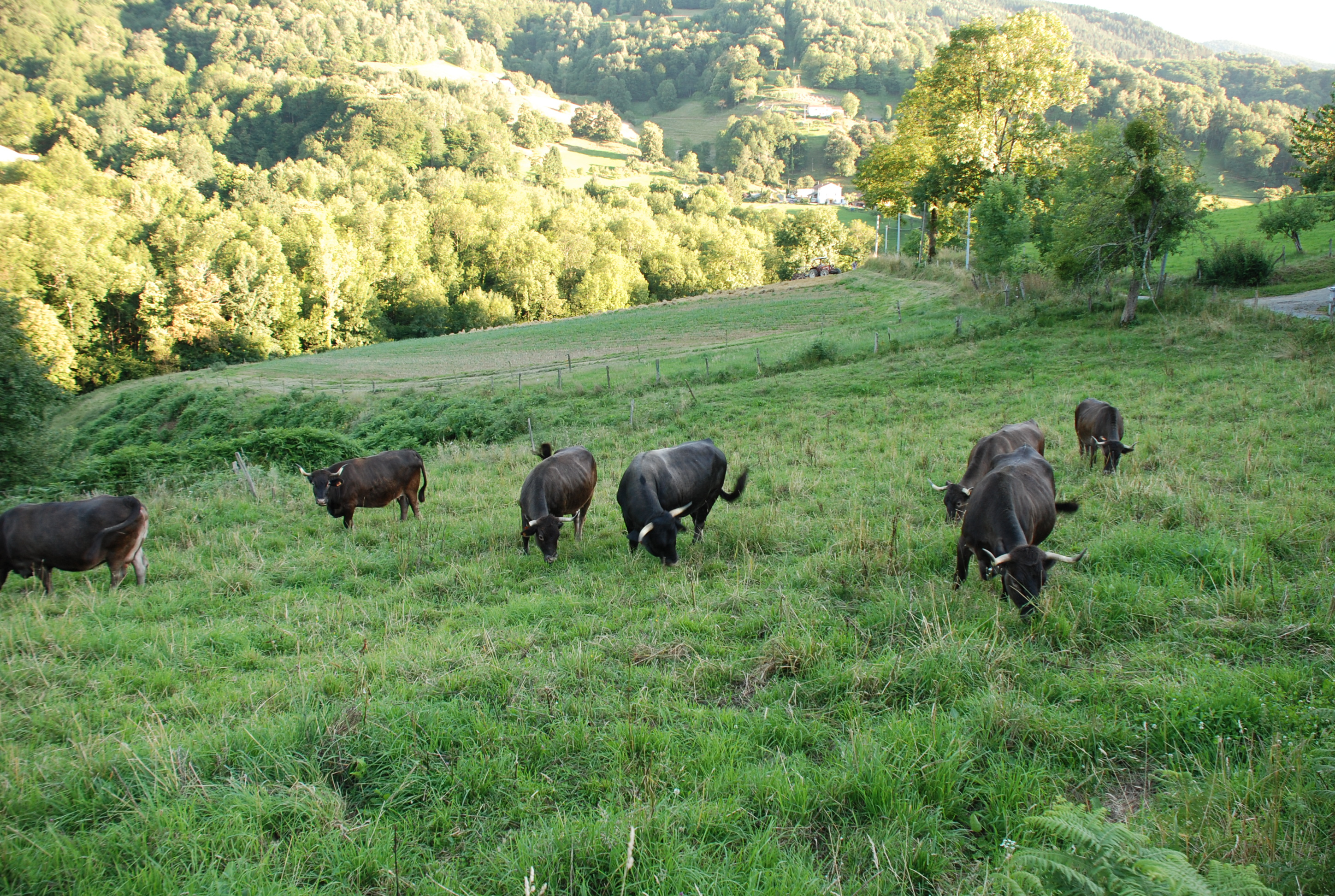
Troupeau de vaches Casta au Cap d'Erp, élevage de Paul et André Sabadie, ferme du Pesqué, à Erp.

L'agriculture est surtout représentée par l'élevage allaitant (bovins de races Gasconne des Pyrénées et limousine). La commune se situe dans le berceau d'élevage d'une ancienne race bovine pyrénéenne, la Casta, dont un troupeau est présent sur la commune, au Cap d'Erp, dans une exploitation en agriculture biologique pour la vente directe.

### Couvert forestier
Bois et forêts ont pris une place croissante en Ariège, à la mesure de la déprise agricole. Si, dans ce contexte, ils se sont aussi accrus sur Erp et les communes voisines, on peut constater qu'un massif forestier, un des plus importants d'Ariège, y est présent de très longue date, principalement sur les communes voisines de Soulan et Rivèrenert, comme en témoigne la lecture de la carte du pays de Saint-Girons sur la carte de Cassini. On y lit qu'il était autrefois répertorié sous les dénominations de bois de Calamane, bois de la Serre et bois d'Esplas, il est aujourd'hui principalement connu sous les noms de forêt de Rivèrenert et de forêt domaniale de Soulan-Biert. Cette présence forestière historique importante associée à la forte densité de peuplement de tout le territoire jusqu'à la fin du XIXe siècle est à relier aux mouvements sociaux qui affectèrent cette région sous le nom de guerre des Demoiselles.

### Le tourisme rural

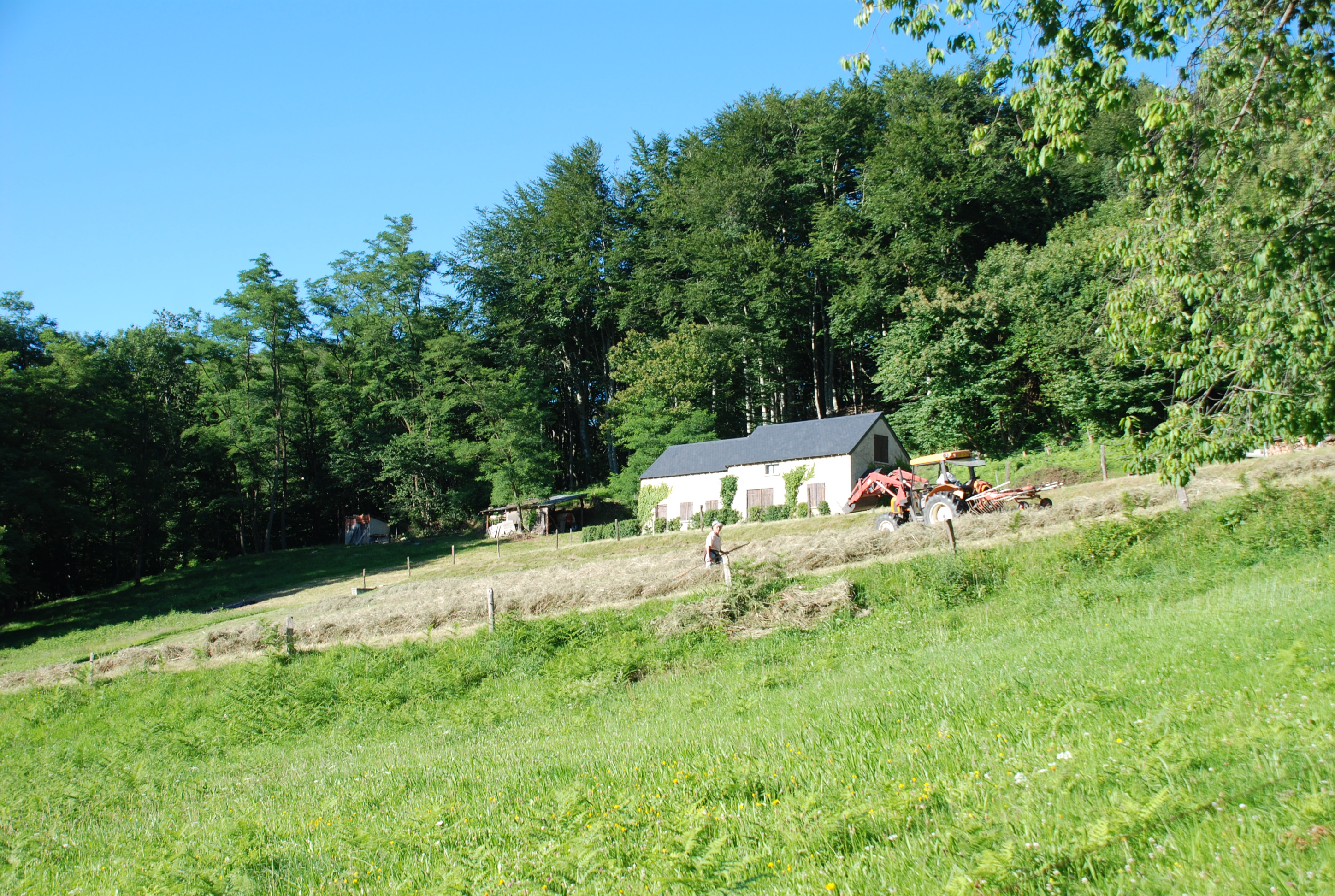
Travaux de fenaison et gîte rural au Cap d'Erp.

Nombre d'anciennes maisons rurales ont été transformées soit en résidences secondaires soit en gîtes ruraux.

## Vie locale

### Festivités
La fête locale a lieu le deuxième week-end du mois de Juillet au hameau du Cap d’Erp.

### Sports
Un trophée VTT (Erp VTT Challenge) a eu lieu au col d’Ayens et sur un parcours de 35 km, entre fin juillet et début août de 1998 à 2008. Il a été organisé par une association dont le siège est sur la commune, Val d'Erp Animations, qui a organisé aussi une course à pied nocturne, le trail des vers luisants.

## Pour approfondir